# IC 2944
IC 2944 (engl. auch Running Chicken Nebula) ist ein Emissionsnebel mit eingebettetem Sternhaufen im Sternbild Zentaur am Südsternhimmel. Der Nebel resultiert aus einer H-II-Region der Milchstraße, die etwa 2000 Parsec (6500 Lichtjahre) entfernt ist und sich somit im Sagittarius-Arm befindet, dem nächstinneren Spiralarm der Milchstraße.
Das bekannteste Merkmal dieser Region sind einige dunkle Kokons, als Globule oder genauer als Globuli Thackeray bezeichnet, in denen Sterne entstehen.
Das Objekt wurde am 5. Mai 1904 von Royal Harwood Frost entdeckt.

## Bilder

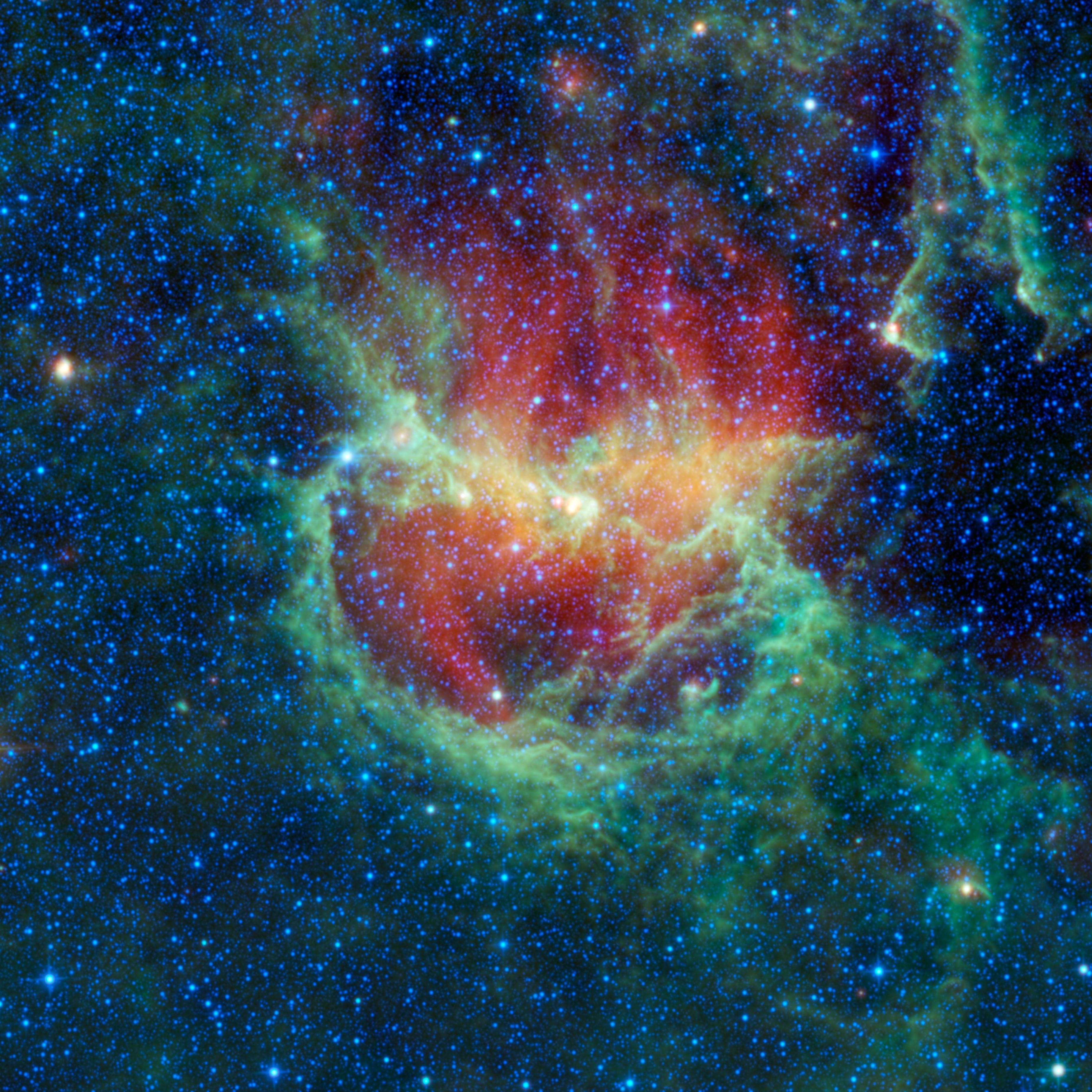
IR-Panorama mit WISE
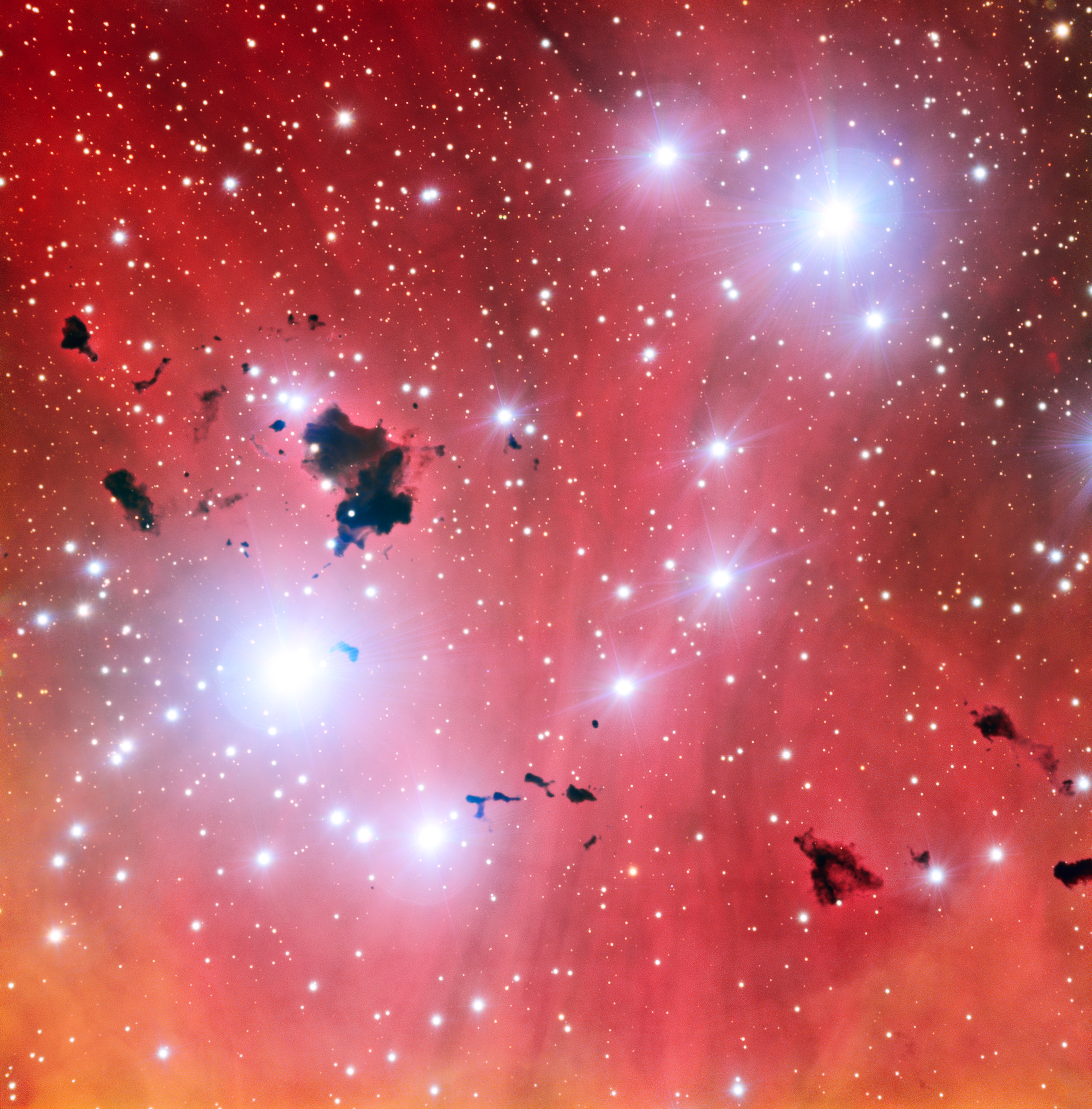
Detailstudie mit dem VLT
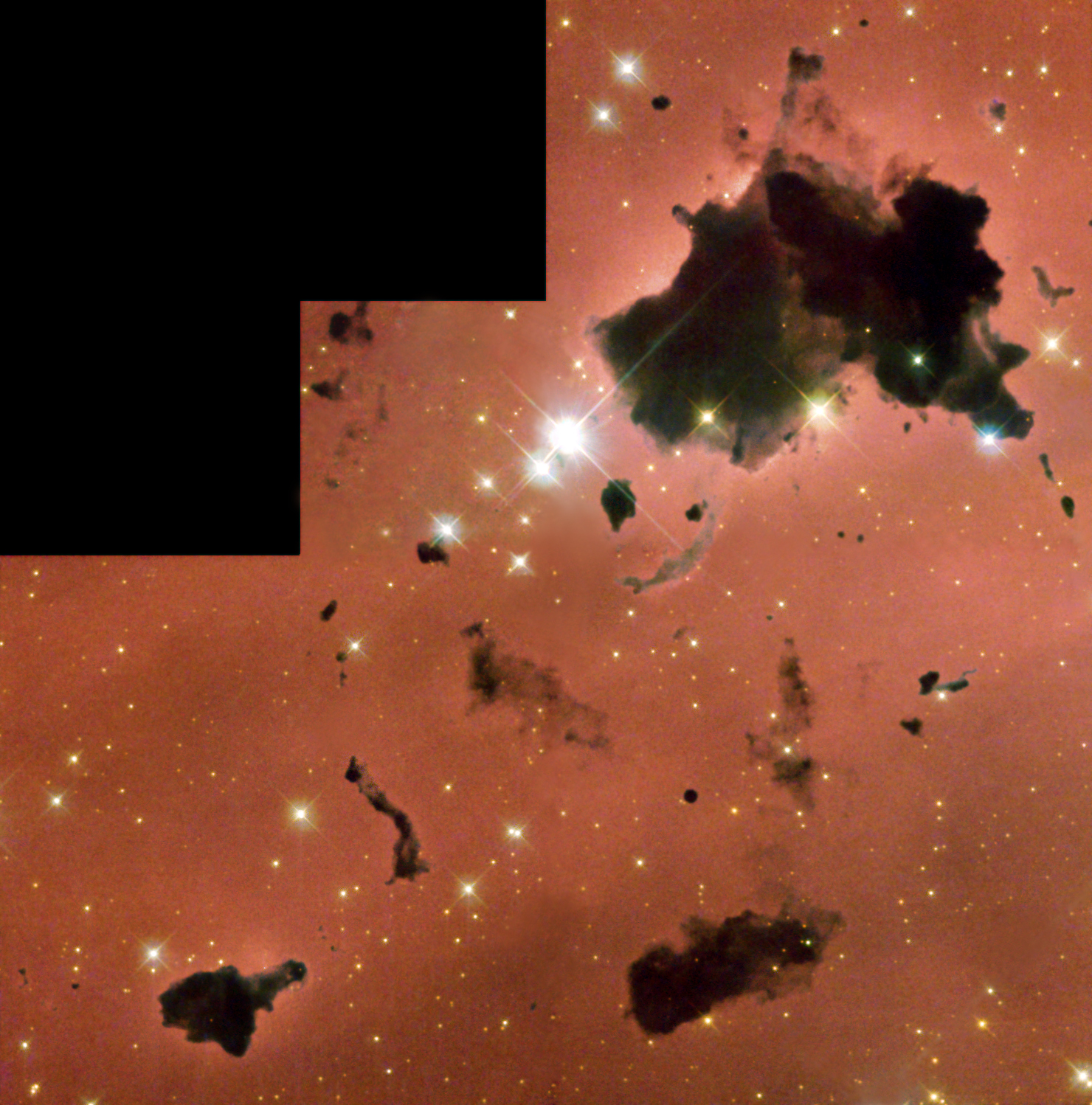
Detailstudie mit dem HST